# Yaroslav Mudry (777)
Yaroslav Mudry (em russo: Ярослав Мудрый) é uma fragata da Marinha Russa, embora seja oficialmente classificada pelo país como navio-patrulha. É o segundo e último navio da classe Neustrashimy, após o navio líder que dá nome à classe. Foi projetado para localizar, rastrear e destruir submarinos inimigos, oferecer proteção antinavio e antissubmarino a outras embarcações, atacar alvos navais e submarinos tanto no mar quanto em portos, apoiar operações terrestres, garantir e proteger desembarques anfíbios e cumprir diversas outras missões de combate.

## História
A quilha da fragata Yaroslav Mudry foi batida em 27 de maio de 1988, no Estaleiro Yantar, em Kaliningrado, com o número de casco 402, originalmente sob o nome Nepristupny (Imponente). O navio foi lançado ao mar em 1990 (ou em maio de 1991, segundo algumas fontes), com conclusão prevista para 1992. No entanto, as obras foram suspensas em dezembro de 1992 devido à falta de financiamento. Em 30 de agosto de 1995, o navio foi renomeado para Yaroslav Mudry. Em outubro de 1998, o estaleiro chegou a anunciar que o casco seria vendido como sucata, mas os trabalhos de construção foram retomados em 2002 (ou em junho de 2003). A embarcação iniciou os testes no mar em 26 de fevereiro de 2009.
Desde 19 de junho de 2009, passou a integrar oficialmente a Frota do Báltico da Marinha Russa, sendo comissionado em 24 de julho de 2009, com base em Baltiysk. Na mesma data, a bandeira da Marinha Russa foi hasteado a bordo.
Em julho de 2010, foi noticiado que, em 2011, após negociações com a Ucrânia, o Yaroslav Mudry e o também navio da classe Neustrashimy, Neustrashimy, seriam transferidos para a Frota do Mar Negro, com o objetivo de manter a presença operacional nas áreas de responsabilidade da frota — os mares Negro e Mediterrâneo. A transferência, no entanto, não se concretizou, embora ambas as embarcações apareçam com frequência no Mediterrâneo e nas proximidades do Chifre da África.
Entre 7 de dezembro de 2011 e 10 de fevereiro de 2012, o navio participou de uma missão no Mediterrâneo junto a um grupo combinado interfrotas, liderado pelo cruzador porta-aviões Admiral Kuznetsov.
Em 25 de abril de 2012, com o consentimento do comandante da Frota do Báltico, vice-almirante Viktor Chirkov, o Yaroslav Mudry foi colocado sob o patrocínio simbólico da chefe da Casa Imperial Russa, a grã-duquesa Maria Vladimirovna. Já em maio de 2013, escoltou uma missão de peregrinação que transportava o ícone de Fiódor Ushakov pelo Mediterrâneo. Em fevereiro de 2015, o navio completou uma missão de 196 dias no mar, com operações no Mediterrâneo e no Oceano Índico.

### Reparos
Posteriormente, o navio entrou em manutenção no estaleiro Yantar para o reparo das turbinas a gás D090, fabricadas pela estatal ucraniana NPKG Zorya–Mashproekt. O conserto das turbinas foi atribuído ao grupo industrial Novik, responsável pela inspeção técnica e manutenção dos sistemas de propulsão sob contrato da Marinha Russa. A Novik contava com seu próprio escritório de design, composto por especialistas que haviam trabalhado no extinto bureau de turbinas da Fábrica Kirov de Leningrado. A base adequada para os trabalhos foi encontrada na OAO Metallist-Samara, empresa cooperada com a fabricante de motores OAO Kuznetsov.
Em janeiro de 2016, os reparos na planta de propulsão foram concluídos. Em 2 de março, o navio completou com sucesso os testes de atracação, retornando ao serviço ativo dois meses depois.
Em abril de 2016, realizou, em conjunto com a corveta Boykiy, exercícios de tiro no Mar Báltico. O inimigo simulado foi representado por helicópteros Ka-27 e bombardeiros Su-24, com bombas luminosas SAB-250 servindo como alvos. As tripulações realizaram disparos práticos com os sistemas navais A-100, Kortik e AK-630, nos quais a aviação inimiga simulada foi neutralizada. Após isso, os navios também executaram uma série de tiros contra alvos rebocados, simulando um grupo de combate naval inimigo. Todos os alvos foram destruídos com sucesso.
Em 1 de junho de 2016, o navio partiu rumo ao leste do Mar Mediterrâneo para se reagrupar com as forças navais russas. O Yaroslav Mudry passou a integrar a força-tarefa permanente da Marinha Russa naquela região.

### Incidente de 17 de junho de 2016
Em 17 de junho de 2016, na parte oriental do Mar Mediterrâneo, o contratorpedeiro da Marinha dos Estados Unidos USS Gravely aproximou-se perigosamente do Yaroslav Mudry. O contratorpedeiro norte-americano se aproximou perigosamente da embarcação de russa a uma distância de 60 a 70 metros pelo lado de bombordo. O Gravely também cruzou a proa do Yaroslav Mudry a uma distância perigosa de 180 metros. O navio russo seguia em águas internacionais, mantendo curso e velocidade constantes.
Os militares russos listaram as violações cometidas pelos marinheiros americanos:
- Os americanos ignoraram a Regra 13 (“Ultrapassagem”) do Regulamento Internacional para Evitar Abalroamentos no Mar, que determina que qualquer embarcação que esteja ultrapassando outra deve manter-se afastada do curso da embarcação ultrapassada.
- Violaram grosseiramente também a Regra 15 (“Situação de cruzamento de rumos”) do mesmo regulamento, que estabelece claramente que “nenhuma alteração posterior da posição relativa das duas embarcações isenta a embarcação que ultrapassa da obrigação de manter-se afastada até que a outra seja completamente ultrapassada e deixada para trás”.
- A tripulação do Gravely também violou o Artigo 3, Parágrafo 1, do Acordo EUA-URSS de 1972 sobre a Prevenção de Incidentes no Mar Aberto e no Espaço Aéreo acima dele.

De acordo com este acordo, os navios devem manter distância suficiente entre si para evitar o risco de colisão.
O semanário Defense News, citando representantes da Marinha dos EUA, escreveu:
| “ | A tripulação do navio russo “agiu de forma não profissional”. A fragata russa exibiu o sinal “bola-losango-bola”, que segundo o Regulamento Internacional para Evitar Abalroamentos no Mar, indica “restrição de manobra”. Ao mesmo tempo, os marinheiros russos exigiam por rádio VHF que o contratorpedeiro mantivesse uma distância segura. No entanto, quando o Gravely alterou seu rumo e velocidade, a fragata também mudou de curso, o que sugere que ela não estava realmente limitada em sua capacidade de manobrar. O Yaroslav Mudry aproximou-se do contratorpedeiro americano a cerca de 300 metros e estava a 5 milhas náuticas (9,3 km) do porta-aviões. Estamos profundamente preocupados com as ações inseguras e não profissionais dos navios russos. Tais comportamentos podem levar a uma escalada desnecessária nas tensões entre os dois países. | ” |

Em 18 de agosto de 2016, o Yaroslav Mudry deixou o porto de Djibuti e iniciou uma patrulha antipirataria no Golfo de Áden.
Em meados de outubro de 2016, o navio deixou seu grupo de tarefas, realizou missões antipirataria no Oceano Índico por algumas semanas, depois cruzou o Mar Mediterrâneo e entrou no Atlântico. Em 26 de outubro de 2016, chegou em visita oficial ao porto de Havana, em Cuba, junto ao navio-tanque Lena.
Em 18 de novembro de 2016, ainda em missão de longa distância, o Yaroslav Mudry, acompanhado do Lena, atracou no porto de Point Fortin, em Trindade e Tobago, para reabastecimento de água e mantimentos, inspeção programada dos navios e descanso da tripulação.
Em 2 de dezembro de 2016, um representante da Marinha Russa informou que a tripulação do Yaroslav Mudry havia concluído suas missões programadas no mar do Caribe e iniciado o retorno à Rússia.
Em 19 de dezembro de 2016, o navio retornou à sua base permanente.
Em 8 de maio de 2017, o navio entrou em Kronstadt para um reparo em doca no Estaleiro Naval de Kronstadt. A conclusão do reparo estava prevista para meados de junho de 2017.
De 15 de abril a 28 de outubro de 2018, o Yaroslav Mudry realizou uma missão de longa duração, durante a qual a tripulação executou tarefas de patrulha antipirataria no Golfo de Áden, fez visitas diplomáticas a portos da África e participou de grandes manobras da Marinha Russa no Mar Mediterrâneo, sob o comando do almirante Vladimir Korolyov, Comandante da Marinha. Foram percorridas mais de 30 mil milhas náuticas (55,5 mil quilômetros).
Em 28 de maio de 2021, o navio chegou ao Estaleiro do Báltico Yantar (parte da USC) para manutenção programada. Segundo comunicado da empresa, o navio foi atracado no cais do estaleiro. Os trabalhos de reparo seguiram até meados de junho de 2021, quando o Yaroslav Mudry retornou à ativa.

## Comandantes
- Capitão de 2ª classe A. Shishkarov (2009)[24]
- Capitão de 2ª classe Aleksei Suglobov (entre outubro de 2011 e 5 de julho de 2013)
- Capitão de 2ª classe Evgeny Anatolievich Tishkevich (2013–2014)
- Capitão de 2ª classe Cherokov (desde o verão de 2014)
- Capitão de 3ª classe Novozhilov (desde 26 de agosto de 2015)
- Capitão de 2ª classe M. A. Navolotsky (desde 21 de fevereiro de 2018)

## Patronos do navio
Desde 25 de abril de 2012 — Grã-duquesa Maria Vladimirovna Romanova.